# Wappen der finnischen Region Südösterbotten
Wappen der finnischen Region Südösterbotten

Diese Seite zeigt Wappen der finnischen Städte und Gemeinden  der Region von Südösterbotten.

## Städte und Gemeinden

Südösterbotten
Alajärvi
Alavus
Evijärvi
Ilmajoki
Isojoki
Karijoki
Kauhajoki
Kauhava[9] (ab 2009)
Kuortane
Kurikka[11] (ab 2009)
Lappajärvi
Lapua
Seinäjoki
Soini
Teuva
Vimpeli
Ähtäri

## Wappen aufgelöster und alte Gemeinden

Alahärmä
Alavus
Jalasjärvi
Jurva
Kauhava
Kortesjärvi
Lehtimäki
Nurmo
Peräseinäjoki
Seinäjoen maalaiskunta
Töysä
Ylihärmä
Ylistaro

## Wappenbeschreibung
1. ↑  In Blau drei pfahlgestellte weiße flüchtende Hermeline mit schwarzen Schwanzspitzen.
2. ↑  In Blau mit Wellenschnitt ein erhöhter Schildfuß in Silber
3. ↑  In Blau steht ein silbernes Kreuz auf einem silbernen Berg, dessen Seiten gewellt sind
4. ↑  In Blau mit Wellenschnitt ein erhöhter Schildfuß in Silber aus dem zwei rotbeflosste silberne abgewendete Fische wachsen
5. ↑  In Silber und Blau geteilt hat oben einen gerehenden schwarzen Bärenkopf und unten zwei gekreuzte silberne Keulen zwischen denen ein silbernes Zeichen ist
6. ↑  In Schwarz ein silberner Pfahl mit einer roten Getreideähre
7. ↑  In Blau und Silber mit vier nach rechts gebogenen Wolfzähne geteilt
8. ↑  In Blau uns Silber mit Wellenschnitt geteilt zeigt oben zwei gekreuzte silberne Steinhämmer und unten einen schwarzen en face gestellten Bärenkopf mit roter ausgeschlagener Zunge
9. ↑  In Blau ein goldenes Tatzenkreuz über dem vier goldene Herzen an je einer Schnallenlasche  auf einem roten durchgehenden Gürtel aufgehängt sind
10. ↑  In Silber und Blau durch Wellenschnitt geteilt aus dem drei rote Flammen empor züngeln und unten ein silberner Hecht schwimmt
11. ↑  In Blau und Silber geteilt mit einem Elchkopf mit rot ausgeschlagener Zunge oben und unten mit zwei gekreuzten silbernen Morgensternen
12. ↑  In Blau ein silbernes Segelboot mit einem Mast und geblähten Rahsegel über einem goldenen Schildfuß mit einem Wechselschnitt von Zahn und Flamme
13. ↑  In Gold ein vollständig blaugekleideter blonder Jüngling auf einem rotgezungten und rotbewehrten schwarzen laufenden Bären reitend eine schwarze Keule mit der rechten Hand schwingend
14. ↑  In Silber eine blaue gezinnte Mauer bis an den Schildrand reichend und unten gewellt
15. ↑  In Rot eine goldene Krone über einem goldenen Wellenbalken
16. ↑  In Blau zwei gekreuzte silberne Dreschflegel
17. ↑  In Blau zwei silberne abgewendete Skier in der Seite vom Schildfuß bis in die Oberecks reichen zwischen denen eine goldene Flamme mit drei Züngeln aus einem Ursprung brennt
18. ↑  In Blau drei silberne Pfeile gekreuzt von zwei goldenen Fünfblätter (Fingerkraut) rechts und links begleitet
19. ↑  In Silber ein schwarzer Bärenkopf mit roter  Zunge, Zähne und Augen über einer Doppelwolkenteilung mit Schwarz
20. ↑  In Gold ein aufgerichteter schwarzer Bär mit roten Krallen und roter Zunge der mit beiden Pranken ein rotbrennendes schwarzes Fass über seinen Kopf hält
21. ↑  In Blau zwei entwurzelte Birken in Silber mit je drei roten Blütenständen
22. ↑  In Blau ein silberner geflügelter Hobel von vier goldenen Kleeblättern begleitet
23. ↑  In Blau ein silberner Dolch  mit einem Griff aus Gold in einer Scheide mit Goldbinde pfahlgestellt zwischen je zwei goldenen Feuerstählen
24. ↑  In Silber und Grün geteilt mit einem grünen Tatzenkreuz oben
25. ↑  In Blau ein goldener Dreiberg, auf dem ein goldener Baumstiel mit fünf  (3;2) Blätter steht
26. ↑  In Grün umgeben einen silbernen Amboss vier silberne Glöckchen
27. ↑  In Silber  vier hochzüngelnde rote Flammen und ein  blaues Doppelwolkenschnittschildhaupt
28. ↑  In Blau drei  pfahlweise gestellte silberne Schlüssel mit dem Bart nach rechts zeigend und nach unten mit einer Dreipassreite
29. ↑  In Blau steht ein silbernes Kreuz auf einem silbernen Berg, dessen Seiten gewellt sind
30. ↑  In Blau  silberne oben eingeschnittene Wecken mit Abstand  untereinander bis zum freien  Schildhaupt reichend
31. ↑  In Grün eine goldene gebundene Getreidegarbe, die oben nach links und rechts auseinanderfällt